# Saint-Loup-Cammas
Saint-Loup-Cammas é uma comuna francesa na região administrativa da Occitânia, no departamento do Alto Garona. Estende-se por uma área de 3.65 km², com 2.192 habitantes, segundo os censos de 2018, com uma densidade de 600 hab/km².